# Tamsoft
Tamsoft Corporation (株式会社タムソフト?, Kabushiki-gaisha Tamusofuto) è un'azienda giapponese che produce videogiochi, nota per le serie Toshinden, OneeChanbara , Senran Kagura e Captain Tsubasa: Rise of New Champions

## Videogiochi
- Battle Arena Toshinden (1995)
- Battle Arena Toshinden 2 (1995)
- Battle Arena Nitoshinden (1996)
- Battle Arena Toshinden 3 (1996)
- Guardian's Crusade (1998)
- Toshinden 4 (1999)
- Zombie Zone (2004)
- Onechanbara: Bikini Samurai Squad (2006)
- Onechanbara: Bikini Zombie Slayers (2008)
- Onechanbara Z: Kagura (2012)
- Senran Kagura Burst (2012)
- Senran Kagura: Shinovi Versus (2013)
- Onechanbara Z2: Chaos (2014)
- Senran Kagura 2: Deep Crimson (2014)
- Senran Kagura: Estival Versus (2015)
- Drive Girls (2017)
- Senran Kagura: Peach Beach Splash (2017)
- Senran Kagura Burst Re:Newal (2018)
- Senran Kagura: Peach Ball (2018)
- Utawarerumono Zan (2018)
- Captain Tsubasa: Rise of New Champions (2020)
- Bleach: Rebirth of Souls (TBA)